# 清华大学计算机科学与技术系

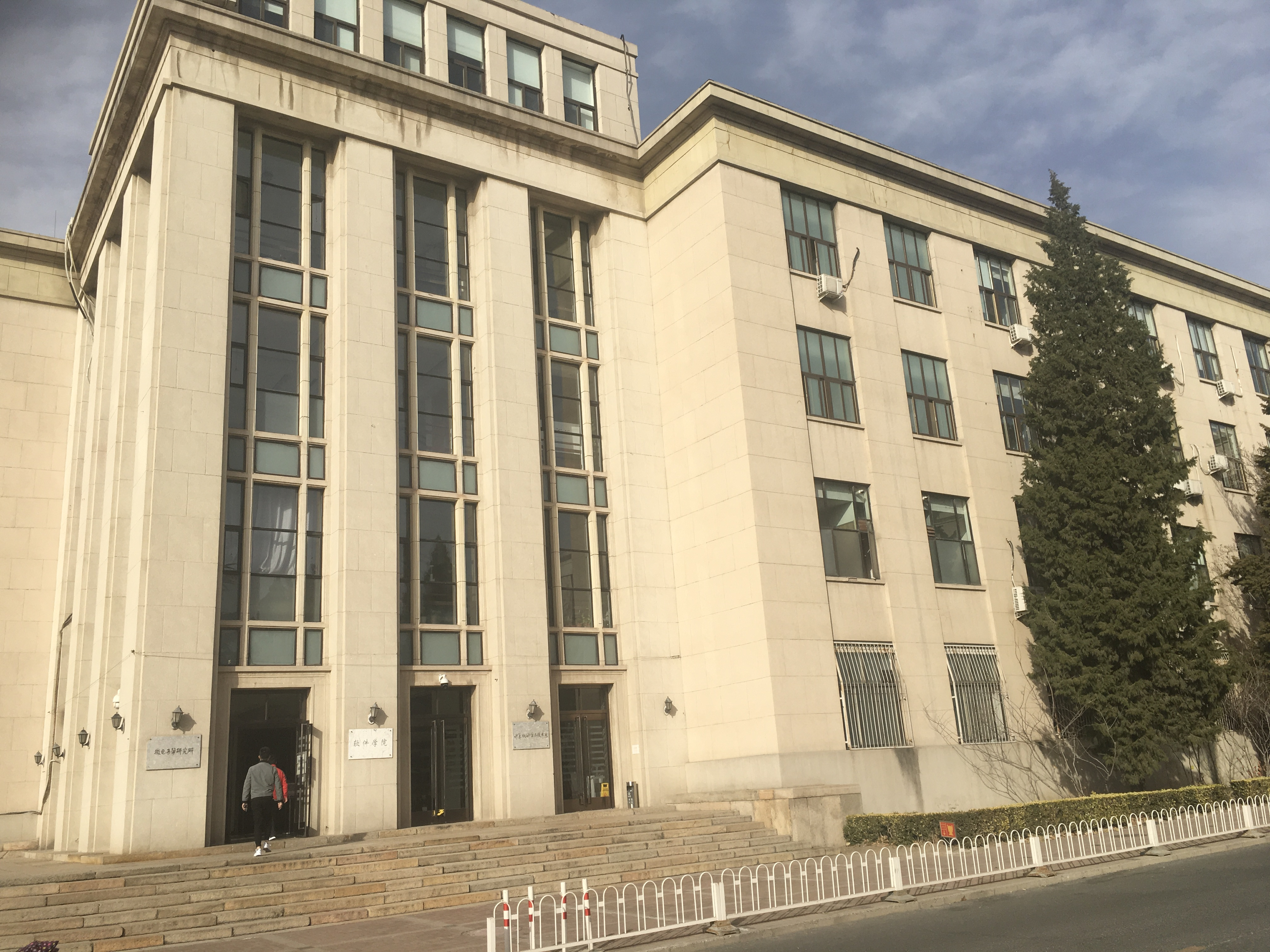
計算機系系館東主樓

清华大学计算机科学与技术系（简称计算机系）成立于1958年。
1996年，计算机系在由国务院学位办公室主持的全国计算机学科评估中排名第一，在国内首批获得按一级学科招收和培养研究生的资格；2002年在全国学位与研究生教育发展中心开展的一级学科整体水平评估中，计算机系在总共4个分项指标中，3项（学术队伍、人才培养、学术声誉）在全国排名第一。2006年、2012年在全国学位与研究生教育发展中心开展的一级学科整体水平评估中，以总分满分100分的成绩排名第一，2017年，计算机科学与技术学科在全国一级学科评估中，获得A+。2022年，英国QS排名列全球第15位，英国泰晤士报排名列全球第12位，美国US News排名继续列全球第1位，上海交大排名继续列全球第1位。

## 机构设置
计算机系设有计算机科学与技术、软件工程、网络空间安全三个一级学科。其中计算机科学与技术学科属全国首批国家重点一级学科，该一级学科包含计算机系统结构、计算机软件与理论、计算机应用技术三个二级学科，这三个二级学科均为全国重点二级学科，是全国少数拥有全部重点二级学科单位之一。
计算机系包含了国内计算机专业最全的学科方向，设有高性能计算机与处理器、并行与分布式处理、存储系统、大数据与云计算、计算机网络、网络与信息系统安全、系统性能评价、理论计算机科学、数据工程及知识工程、软件工程、计算机与VLSI设计自动化、软件理论与系统、生物计算及量子计算、人工智能、智能控制及机器人、人机交互与普适计算、计算机图形学与可视化技术、CAD技术、计算机视觉、媒体信息处理等研究方向。
计算机系现设有高性能计算、计算机网络技术、计算机软件、人机交互与媒体集成4个研究所；智能技术与系统实验室；计算机基础与实验教学部等科研教学机构。
计算机系还设有国家级计算机实验教学示范中心，包括：计算机原理实验室、微型计算机实验室、计算机网络实验室、操作系统实验室、计算机软件实验室、计算机控制系统实验室、智能机器人实验室、计算机接口实验室、学生科技创新实验室等。此外，计算机系还与腾讯、搜狗、微软、华为等国内外著名公司建立了面向教学或研究的联合实验室。
计算机系在学校“引进与培养并举”的方针指引下，培育和凝聚了一批又一批高水平的专家学者，师资队伍水平稳步提高，形成了一支从事计算机研究与教学的高水平队伍。
计算机系现有在职事编教职工121人，其中教师105人，含正高49人，副高47 人，中级9人。现有中国科学院和工程院院士6人，万人计划领军人才3人，长江学者奖励计划特聘教授8人，国家杰出青年科学基金获得者17人，青年拔尖人才3人、青年长江4人、优秀青年基金获得者12人。
2010年，以图灵奖获得者John Hopcroft教授任主席的国际评估专家委员会认为，“清华大学的计算机科学与技术学科已经崛起成为世界级 (world-class) 的计算机科学研究与教学机构之一。”标志着清华大学计算机科学与技术学科已跻身世界一流学科行列。

### 相关研究所链接
- 智能技术与系统国家重点实验室 （页面存档备份，存于）
- 高性能计算研究所 （页面存档备份，存于）
- 计算机网络技术研究所 （页面存档备份，存于）
- 计算机软件研究所 （页面存档备份，存于）
- 人机交互与媒体集成研究所

## 历史

### 计算机专业的设置
中华人民共和国成立后，最早建立的计算机专业实际上是于1955年在清华大学设置的无线电系。为了培养第一批本科毕业生，清华还特意抽调了电机系和机械系两个系的学生转入计算机专业，幵同时启动了三个年级的课程，至1958年第一批学生毕业。而中国自己培养的最早的计算机专业人材是上海交通大学电机系从三年级学生中抽出一个班的学生来清华转向培养的，他们毕业的时间是1957年。
当时，清华大学正积极投身于核工业及核武器的研制，为此设立了不少配套专业，其中就包括电机系的“自动学进动学”专业，以及无线电工程系的“数学计算装置及仪器”专业，从系名来看，他们已经与计算机有着很大的相关程度。这两个系的成立为后来组建计算机系打下了很好的基础。

### 自动控制系
1958年6月，清华大学成立自动控制系，包括计算机和自动控制两个专业，由钟士模教授担任系主任。而负责筹建计算机专业的，正是系第一任党委书记凌瑞骥老师，自动控制系也正是现在的计算机科学与技术系的前身。
中华人民共和国刚刚从战火中走出，开始筹备发展基础工业，而清华大学的理工科建设也处于改革的关键阶段，基础非常薄弱，一切新知识、新技术，都要靠自己去学习和摸索。但是，就是在这样的条件下，计算机系的老师们完全自主研制成功了中国第一台电子管“911 计算机”，取得了重大成果。这种面对困难敢于迎头直上的拼搏钻研的精神，被师生们当做宝贵的财富而一直传承下来。可以说，正是当时自动控制系培养出的优秀的教师队伍，创造出的科研条件，为后来计算机系飞速发展奠定了良好的基础。
这里的自动控制系与现在的自动化系并不是一回事。真正的自动化系在1970年5月才建立，而且建系刜期还因为师资不足，只好向计算机专业“借”走几位老师以解燃眉之急。可以说，正是由于前面自动控制系的飞速发展，才带动了后来自动化系的成立。

### 合并为电子工程系
经过了文革的动荡，清华于1970年恢复招生，而自动控制系也和其他几个系一起合并成为“电子工程系”，学制为三年，直到1999年才改为四年制。在文革期间特定的历史环境下，计算机专业的教学受到了严重影响，科研状况更是几乎处于停滞。在1965年时清华的计算机技术水平还与日本不相上下，但几年后却已经远远落后于国外先进水平。
面对不利的形势，老师们开始有针对性地改变教学内容和方法，从1970年起，在短短的七年中竟开设了六十余门新课。教师的热情极大激发了学生渴求知识的欲望，很快就涌现出了许多优秀的专业人才。这个时期也是计算机系加速发展的时期，有自动控制、计算机、计算数学、无线电技术等四个专业。
许多小专业的名称逐渐开始向“现代化”发展。比如，“计算数学”更名为“程序系统”，“计算机软件”也成为电子工程系的一个新专业。

### 计算机系的定名
随着微电子研究所的成立和无线电电子学系的回归，1979年5月，清华大学电子工程系正式更名为计算机工程与科学系，算是还了计算机系的本色。
虽然名称和建构已经和今天的计算机系相似了，但当时的科研条件却是现在的学生难以想象的。那时还没有8位的CPU，学生们要自己用D触发器、与非门搭电路板，还要手工焊接，往往一个CPU要占用半张桌子那么大的地方。到了改革开放后，学生终于有机会上机调试程序了。那时的程序使用纸带机实现，从启动、设定初始状态到传送指令、清零，都是用开关来执行，于是就有了当时最著名的“手拨十三条”的出现，而这也是最早的BIOS，是名副其实的“基本输入输出系统”。
1979年，系里从美国MIT引进了七台小型计算机PDP-11，这是当时最先配有软件和操作系统、可编辑的计算机，也配备了键盘，不过还只是中规模CPU，只有16位字长和64K存储器。中国第一个微机实验室也在这个时期建立。到了84、85年，开始配备PC机，比如苹果机、IBM8080，摩托罗拉6800等，价格基本上都在四、五万块钱左右。在当时这些机器可是大家争抢的宝贝，一个实验室只能放一两台。当然，随着硬件环境的变化，课程也在进行相应的更新，从最早的脉冲数字电路、汇编，到之后的人工智能、数据结构，计算机系一直走在技术发展的前沿浪尖上。
1984年底，清华大学计算机工程与科学系正式更名为计算机科学与技术系，并沿用至今。

## 现状
1998年1月至2008年4月期间，清华大学计算机系师生在国际上发表高水平SCI论文共1637篇，在全球排名第11位。
计算机系近年获得国家级科研奖励：
- 2004年度获国家技术发明奖二等奖1项
- 2005年度国家科技进步奖二等奖1项
- 2007年度国家科技进步奖二等奖2项
- 2008年国家自然科学奖二等奖1项，国家科学技术进步奖二等奖1项

计算机系拥有“国家级教学实验示范中心”称号。

## 系领导

### 现任领导[8]
| 职务         | 姓名   |
| 系主任       | 尹霞   |
| 副系主任     | 武永卫 |
| 副系主任     | 李国良 |
| 副系主任     | 徐恪   |
| 副系主任     | 唐杰   |
| 系党委书记   | 贾珈   |
| 系党委副书记 | 刘知远 |

### 历任领导[9]
| 职务         | 姓名   | 任职时间                      |
| 系主任       | 钟士模 | 1958-1971                     |
| 系主任       | 唐泽圣 | 1978.05-1986.10               |
| 系主任       | 周远清 | 1986.10-1988.03               |
| 系主任       | 王尔乾 | 1988.04-1991.07               |
| 系主任       | 王鼎兴 | 1991.07-1996.07               |
| 系主任       | 周立柱 | 1996.07-2003.11               |
| 系主任       | 林 闯  | 2003.11-2007.04               |
| 系主任       | 孙茂松 | 2007.04-2010.11               |
| 系主任       | 吴建平 | 2010.11-2020.12               |
| 系党总支书记 | 凌瑞骥 | 1958.07-1966.06               |
| 系党委书记   | 唐美刚 | 1970-1974.09，1978.05-1988.08 |
| 系党委书记   | 夏镇英 | 1974.10-1975.07               |
| 系党委书记   | 荣泳霖 | 1975.08-1976.10               |
| 系党委书记   | 罗建北 | 1988.09-1994.02               |
| 系党委书记   | 张再兴 | 1994.02-1995.10               |
| 系党委书记   | 黄汉文 | 1995.10-1997.10               |
| 系党委书记   | 张凤昌 | 1997.10-1999.11               |
| 系党委书记   | 林学誾 | 1999.11-2003.11               |
| 系党委书记   | 杨士强 | 2003.11-2010.11               |
| 系党委书记   | 孙茂松 | 2010.12-2018.01               |
| 系党委书记   | 刘奕群 | 2018.01-2022.06               |

## 课程安排
计算机科学与技术专业的学生除了学习校定必修课外，还要学习高级语言程序设计、离散数学、数据结构、信号处理原理、系统分析与控制、数字逻辑、人工智能导论、微计算机技术、操作系统、汇编语言程序设计、计算机原理、计算机系统结构、编译原理、计算机网络、专业英语阅读等专业基础课和专业课。目前，本系设有计算机系统结构、计算机软件与理论、计算机应用技术三个研究生专业，以上各专业均可授予硕士学位和博士学位，另外本系还设有计算机科学与技术博士后科研流动站。